# Bengko
Bengko is een bestuurslaag in het regentschap Rejang Lebong van de provincie Bengkulu, Indonesië. Bengko telt 1944 inwoners (volkstelling 2010).